# Надлишкова вибірка згладжування

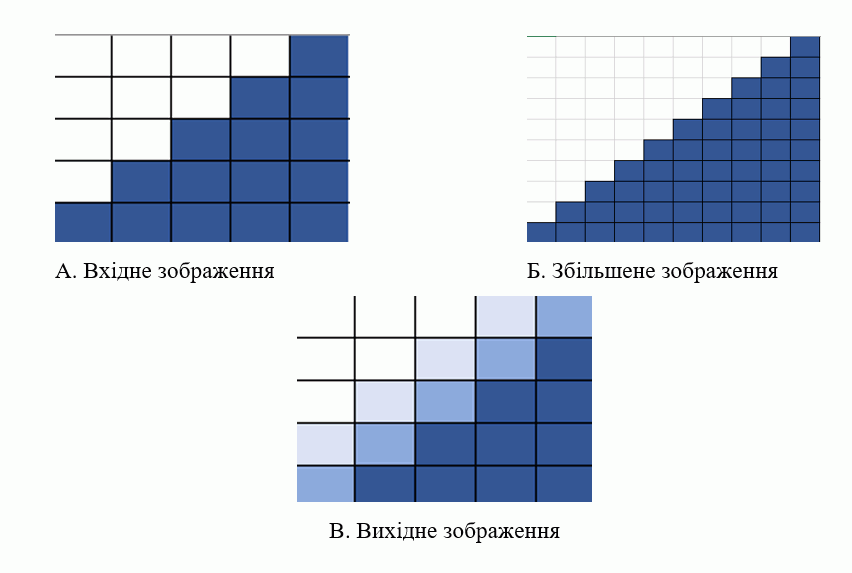
Процес роботи суперсемплінгу

Надлишко́ва ви́бірка згла́джування, або суперсе́мплінг (англ. Super Sampling anti-aliasing, SSAA) — це група методів згладжування, що застосовуються для видалення нерівних країв із зображень, що відображаються в комп'ютерних іграх або інших комп'ютерних програмах, що генерують зображення.
Повноекранне згладжування дозволяє усунути характерні «драбинки» на кордонах полігонів. Але слід враховувати, що повноекранне згладжування споживає немало обчислювальних ресурсів, що призводить до падіння частоти кадрів.

## Методи згладжування
При відборі вибірок у межах пікселя позиції вибірки мають бути певним чином визначені. Хоча кількість способів, якими це можна зробити, нескінченна, є кілька способів, які зазвичай використовуються

Алгоритм сітки в рівномірному розподілі (дискретний)
RGSS
Алгоритм обертової сітки (із вдвічі більшою щільністю вибірки)
Випадковий алгоритм
Алгоритм зміщення (JGSS)
Алгоритм диска Пуассона
Квазі-Монте Карло метод
N-Rooks
High-resolution antialiasing (HRAA)
Flipquad
Fliptri

### Алгоритм сітки
Найпростіший алгоритм. Піксель розбивається на кілька субпікселів, і вибірка береться з центру кожного з них. Він швидкий і простий у реалізації. Хоча, через регулярний характер вибірки, аліасинг все одно може відбуватися, якщо використовується невелика кількість підпікселів.

### Випадковий алгоритм
Також відома як стохастична вибірка, вона дозволяє уникнути регулярності супервибірки сітки. Однак, через нерівномірність шаблону, вибірки виявляються зайвими в одних частинах пікселя і недостатніми в інших.

### Алгоритм зміщення
Модифікація сіткового алгоритму для апроксимації пуассонівського диска. Піксель розбивається на кілька підпікселів, але вибірка береться не з центру кожного, а з випадкової точки всередині підпікселя. Скупчення все ще може відбуватися, але в меншій мірі.

### Алгоритм обертової сітки
Використовується сітка {\displaystyle 2\times 2}, але шаблон зразків повертається, щоб уникнути вирівнювання зразків по горизонтальній або вертикальній осі, що значно покращує якість згладжування для найпоширеніших випадків. Для оптимального шаблону кут повороту дорівнює {\displaystyle \arctan \left({\frac {1}{2}}\right)} {\displaystyle (\sim 26.6^{\circ })}, а квадрат розтягується в коефіцієнті {\displaystyle {\frac {\sqrt {5}}{2}}}, що робить його також розв'язком з 4-а рішеннями.